# Trần Thành Ngọ (phường)
Trần Thành Ngọ là một phường thuộc quận Kiến An, thành phố Hải Phòng, Việt Nam.
Phường Trần Thành Ngọ có diện tích 1,24 km², dân số năm 1999 là 8315 người, mật độ dân số đạt 6706 người/km².
Tên phường được đặt theo tên của anh hùng lực lượng vũ trang nhân dân Trần Thành Ngọ.